# Azteca isthmica
Azteca isthmica är en myrart som beskrevs av Wheeler 1942. Azteca isthmica ingår i släktet Azteca och familjen myror. Inga underarter finns listade.